# 矩尺座μ
矩尺座μ，又名CD-4310900，HD 149038、SAO 226900、HR 6155，是矩尺座的一颗藍超巨星，视星等为4.94，絕對星等-5.86，光度是太陽的21萬倍。位于銀經339.38，銀緯2.51，其B1900.0坐标为赤經16h 26m 58.5s，赤緯-43° 2.51′ 0″。
該恆星和參宿二的光譜被認為是B0藍超巨星的範例，不過它的質量較參宿二低，是34倍太陽質量。而這兩顆恆星和天津四一樣屬於天鵝座α型變星。一般認為它可能在數百萬年後成為紅超巨星，最後以II型超新星結束生命。